# Bjarni Hrolfsson
No confuncir con Bjarni Herjólfsson.
Bjarni gautski Hrolfsson (apodado el Gauta, 794 – 879) fue un caudillo vikingo de Amle, reino de Sogn, Noruega.
Algunas fuentes citan a Bjarni como hijo de Hrolfur Solgasson (n. 762), a su vez hijo de Solgi Haraldsson y por lo tanto nieto de Harald Hilditonn.
Bjarni tuvo dos hijos conocidos, Eyvind del Este fruto de su relación con Hlif Hrolfsdatter (n. 798), y Thrand Bjarnasson, fruto de su relación con Helga Erlingsdatter (n. 775); los tres son populares personajes de sagas nórdicas, entre las más importantes la saga de Grettir, y saga de Laxdœla.

## Altafjord
En las sagas aparece otro vikingo con el mismo nombre, Bjarni Hrolfsson (c. 970 - 1000), nieto de Hrolfur Eyvindarsson (920 - 950) de Altafjord y bisnieto de los colonos noruegos Eyvindur (n. 880) de Ogdum, y Thuridur (900 - 920); su hijo Gestur Bjarnason estaba casado con Steinunn Refsdóttir, y de esa relación nació el escaldo Hofgarða-Refr Gestsson.